# Muntinadas
Die Muntinadas (Plural, rätoromanisch im Idiom Sutsilvan, zu übersetzen ungefähr mit «Berggänge») bezeichnen einen jahrhundertealten Brauch im Dorf Trin eingangs der Surselva im Schweizer Kanton Graubünden.

## Ablauf
Die Tradition hat Gemeinsamkeiten mit dem Engadiner Chalandamarz-Fest, wie es im Bilderbuch Schellenursli beschrieben ist. Allerdings unterscheiden sich die Muntinadas vom Engadiner Frühlings- bzw. Winteraustreibefest durch die herbstliche Jahreszeit, in der sie stattfinden: ihr Datum ist der 9. Oktober. 
An diesem Tag zieht die Trinser Dorfjugend – früher ausschliesslich die männliche – in der nach Grösse  der mitgetragenen Glocken bestimmten Reihenfolge durch die Dorfteile Vitg (= Dorf), Digg und Mulin, um dann auf die Maiensässe zu gehen. Von dort erfolgt am 10. Oktober der Alpabtrieb des Viehs. Früher war Sammelpunkt der heimkehrenden Hirtenbuben Fastatg, eine Waldweide oberhalb des Dorfes. Heutzutage trifft sich die Jugend bei Sursch.

## Hintergrund

### Soziales
Ab dem 11. Oktober durfte das Trinser Vieh überall frei die Wiesen begrasen. Es galt die Gemeinatzung, von der sich freikaufen musste, wer auf Privatbesitz seines Bodens bestand. Das Prinzip der Gemeinatzung hatte praktische Gründe, da der Bodenbesitz auf Trinser Territorium sehr zerstückelt und schwierig zu bestimmen war.
Möglicherweise dienten die Muntinadas dazu, in spielerischer und zivilisierter Form eine soziale Rangfolge vor Augen zu führen, bevor zwei Tage später diese im Weiderecht bis zum 20. Oktober nicht mehr galt. Die grössten Glocken waren im Besitz von drei Familien, die damit ihren sozialen Rang demonstrierten.

### Geisterglaube
Zudem ist der Brauch auch im Geisterglauben der alten Zeit verwurzelt. Das Gebimmel der Glocken und das dreimalige Umrunden der Dorfbrunnen sollte die bösen Geister, besonders die Wassergeister, aus Trin vertreiben, bevor das Vieh wieder im Dorf war und überwintern musste.

## Neubeginn
Nachdem der Brauch mit der Modernisierung der Landwirtschaft zusehends in Vergessenheit geraten war, erfolgte im Oktober 2014 ein Neubeginn, an dem sich der Grossteil der Trinser Jugend und Bauernschaft beteiligte.